# Camisard

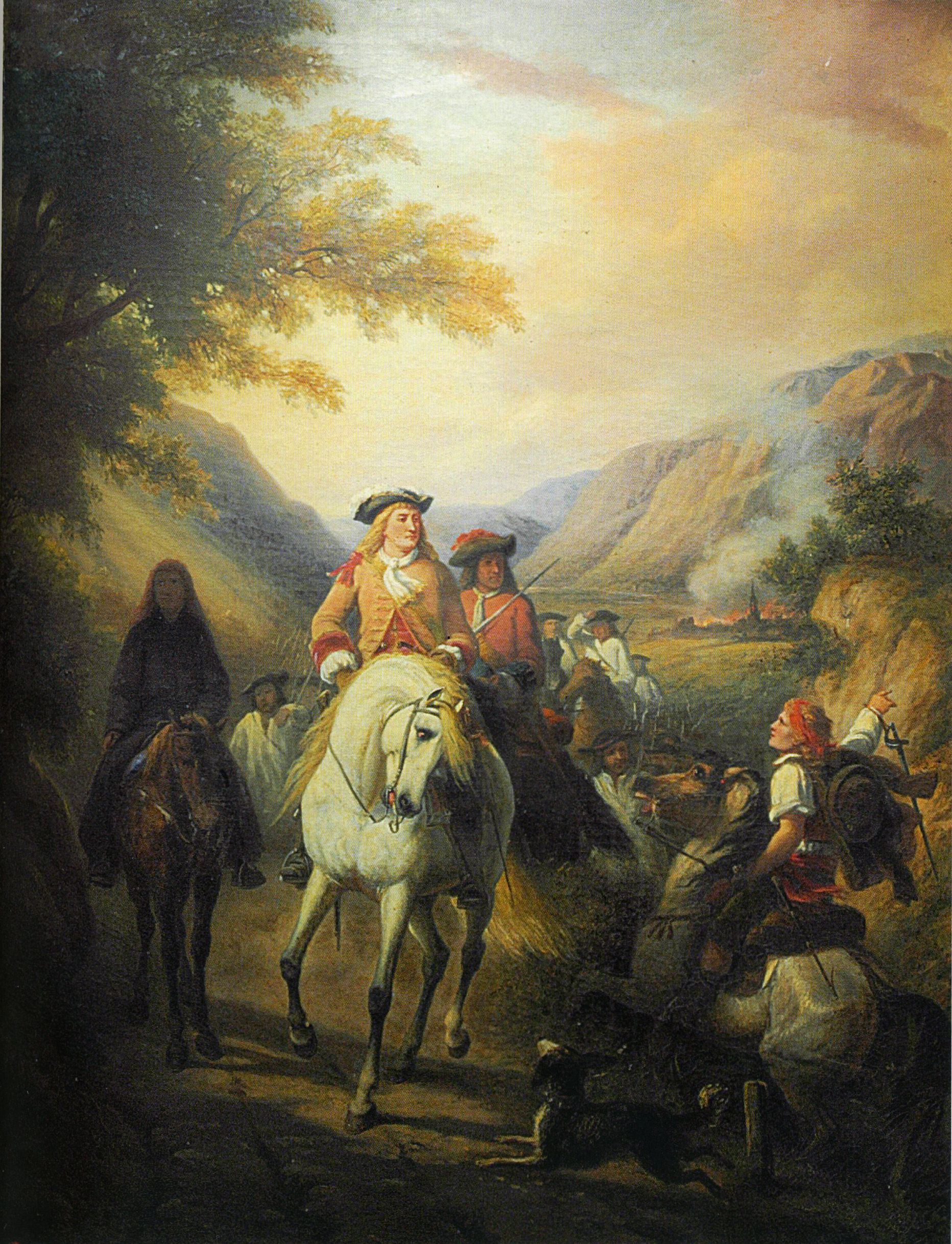
Jean Cavalier, líder camisard, pintura a óleo de Pierre Antoine Labouchère (1864).

Camisardos eram protestantes calvinistas franceses (huguenote) da região de Cevenas, no centro-sul da França, que levantaram uma insurreição contra as perseguições que se seguiram após o Édito de Fontainebleau em 1685. A revolta dos Camisards eclodiu em 1702, com o pior dos combates em 1704, houve batalhas dispersas até 1710 e  um tratado de paz em 1715.
O termo camisard na língua occitana é diversamente atribuído a um tipo de blusa ou camisa de linho, conhecida como camisa, que os camponeses vestiam como um tipo de uniforme; camisade, que significa "ataque noturno", uma característica de suas táticas; ou camis, um mensageiro.
Eventualmente, o nome Camisard Negro passou a se referir aos protestantes, enquanto Camisards Brancos (também conhecido como "Cadetes da Cruz") eram os católicos organizados para controlar os Camisards Negros. Ambos os grupos eram conhecidos pelas atrocidades cometidas.

## Etimologia
Existem duas possíveis origem para o nome. Camise, significando a camisa (chemise) vestida pelos rebeldes sobre suas roupas e camus, significando caminhos (chemins), termo que alude ao vasto conhecimento que os camisardos tinham sobre a região, permitindo-lhes atacar as tropas reais desprevenidos. Independente da origem, o título oficial adotado pelos camisardos era de Enfants de Dieu, "Filhos de Deus". 

## História
A revolta dos protestantes continuou por quase 20 anos de perseguições. Os camponeses protestantes da região, liderados por vários mestres conhecidos como "profetas", rebelaram-se contra a oficialmente sancionada Dragonada  (conversões impostas pelos Dragões, "missionários de botas"), que continuou com a revogação do Édito de Nantes, e cujas forças militares aterrorizaram os grupos dispersos de protestantes, incentivando a migração em massa. Os profetas clandestinos e seus seguidores armados esconderam-se em casas e cavernas nas montanhas, os protestantes foram presos, deportados para a América, condenados à prisão, aldeias inteiras foram massacradas e totalmente queimadas em uma série de atrocidades assombrosas. Vários líderes profetas foram torturados e executados e muitos outros foram exilados, deixando as congregações abandonadas a liderança de pregadores menos escolarizados e mais misticamente orientados conhecidos como "profetas".

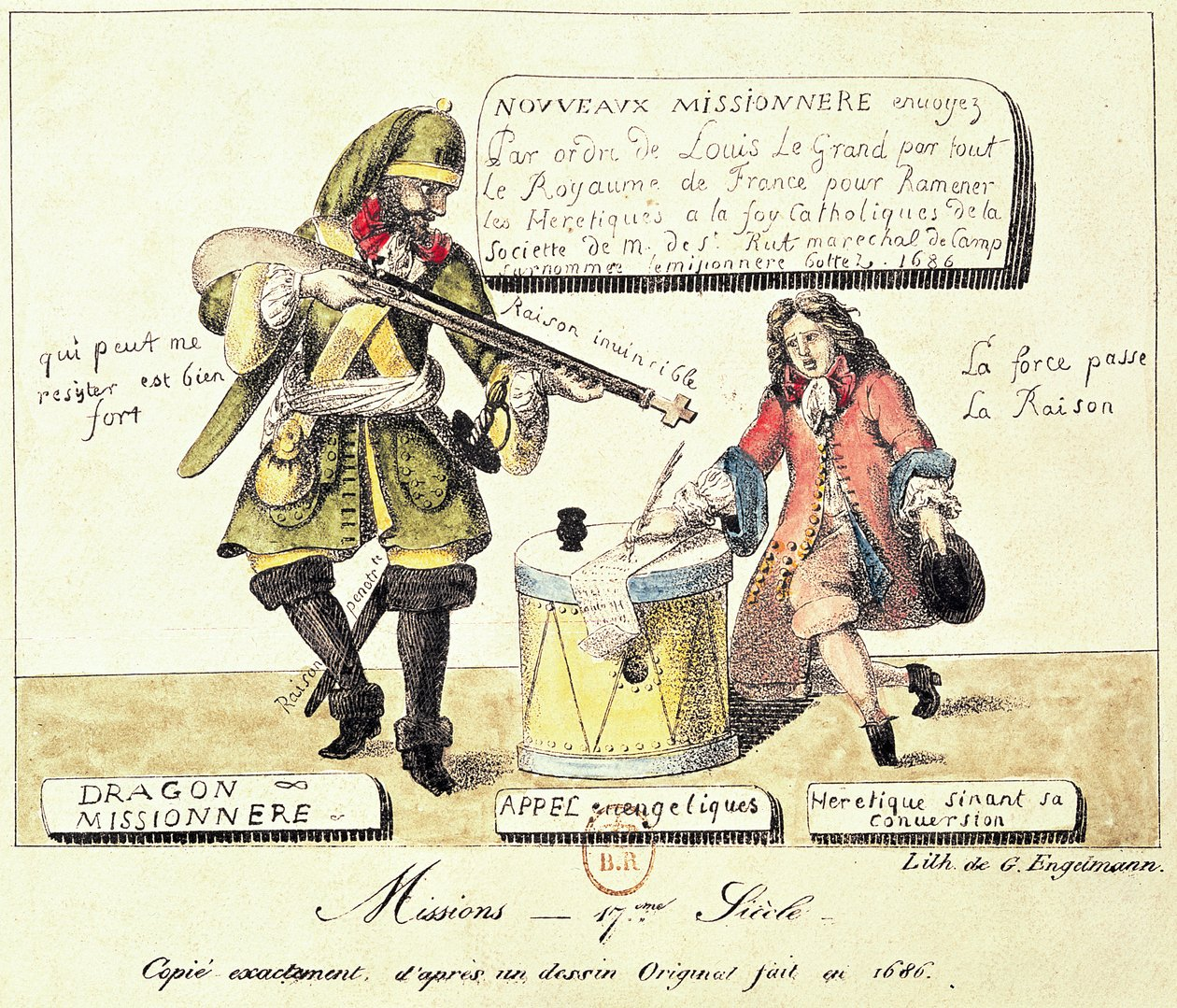
Dragões, "missionários de botas".

As hostilidades abertas começaram com o assassinato, em 24 de julho de 1702, de um personagem local da opressão real, François Langlade, o abade de Chaila, em Le Pont-de-Montvert, que recentemente havia prendido um grupo acusado de tentar fugir da França. O abade foi rapidamente celebrizado como um mártir de sua fé. Liderados pelo jovem Jean Cavalier e Roland Laporte, os Camisards conheceram as devastações do exército real com os métodos de guerra irregular e resistiram as forças superiores em várias batalhas campais.
Outras comunidades protestantes, sob a influência das elites locais, preferiram uma atitude legalista e lutaram contra os Camisards. Foi o caso dos habitantes de Fraissinet-de-Lozère, comuna francesa perto de Le Pont-de-Montvert. No entanto, os moradores não evitaram a destruição de suas casas durante o "Grande incêndio dos Cévennes" ocorrido em 1703.
Os Camisards Brancos, também conhecidos como "Cadetes da Cruz" ("Cadetes de la Croix", devido uma pequena cruz branca que usavam em seus casacos), eram católicos das comunidades vizinhas, tais como St. Florent, Senechas e Roussone que, ao ver seus antigos inimigos em fuga, organizaram-se em companhias para perseguir os rebeldes. Estes cometeram atrocidades, como a execução de 52 pessoas na aldeia de Brenoux, incluindo mulheres grávidas e crianças.
Outros oponentes dos protestantes incluíam seiscentos atiradores do condado de Rossilhão, contratados como mercenários pelo Rei.
Em 1704, Claude Louis Hector de Villars, comandante real, ofereceu a Jean Cavalier vagas concessões para os protestantes e a promessa de um comando dentro do exército real. A aceitação de Cavalier rompeu a revolta, apesar de outros, incluindo Laporte, se recusarem a se submeter a menos que o Édito de Nantes fosse restaurado. Combates dispersos continuaram até 1710, mas o verdadeiro fim da revolta veio com a chegada em Cevenas do ministro protestante Antoine Court e o restabelecimento de uma pequena comunidade protestante que foi, em grande parte, deixada em paz, especialmente após a morte de Luís XIV em 1715.
Jean Cavalier foi para a Inglaterra e morreu como governador de Jersey em 17 de maio de 1740.
Um grupo milenário de ex-Camisards sob a orientação de Elie Marion emigrou para Londres em 1706, e teriam ligações com os Alumbrados. Eles eram geralmente tratados com desprezo e alguma repressão oficial como "Profetas franceses. Seu exemplo e os seus escritos tiveram alguma influência mais tarde, tanto na perspectiva espiritual de Jean-Jacques Rousseau e Ann Lee, fundadora do movimento Shaker.